# ニコライ・ゴロワノフ
ニコライ・セミョーノヴィチ・ゴロワノフ（ロシア語: Никола́й Семёнович Голова́нов；ラテン語: Nikolay Semyonovich Golovanov、1891年1月21日 - 1953年8月28日）はソ連の指揮者・作曲家。1924年5月にミャスコフスキーの《交響曲 第6番》など、数々の作品の初演を行なった。

## 経歴
生い立ち
1891年、モスクワで生まれた。家は没落したブルジョワ階層であった。1901年にモスクワシノダル聖歌学校を卒業。1909年から合唱指揮者、作曲家として活動を開始し、またシノダル・ホールの指揮者としても活動する。そしてモスクワ音楽院に入学し、管弦楽クラスでセルゲイ・ワシレンコとミハイル・イッポリトフ＝イワノフに師事し、1914年に卒業。
ボリショイ劇場で活動
1915年に初めてボリショイ歌劇場で指揮者として指揮し、副指揮者として劇場に迎えられる。 1919～1928年、1930～1936年に指揮者、1948～1953年に主任指揮者となる。
ソ連楽壇においては最高の評価を受け、ボリショイ歌劇場との関係は長年にわたった。ガリーナ・ヴィシネフスカヤは自伝の中でゴロワノフのことをボリショイ歌劇場の首席指揮者と呼び、失職という経験は恥ずべきものとの視点から、ゴロワノフのボリショイ歌劇場からの解雇と死について語っている。
一説によるとゴロワノフが罷免されたのは、ムソルグスキーの歌劇《ボリス・ゴドゥノフ》を録音する時、主役の皇帝ボリス役にユダヤ系の声楽家マルク・レイゼンを起用したがったことがスターリンの不興を買うことになったからだと伝えられている。ゴロワノフは実のところレイゼンをボリス役に抜擢して録音を行なったのだが、後にボリス役をアレクサンドル・ピロゴフに替えて録り直しした。

## 録音・作曲作品について
ゴロワノフの録音は相当数あり、曲の解釈の仕方がかなり個性的である。リストの交響詩集のほか、スクリャービンの交響曲全集とピアノ協奏曲、チャイコフスキーの《冬の日の幻想》と《悲愴》、リムスキー＝コルサコフの《シェヘラザード》と歌劇《サトコ》《クリスマス・イヴ》、ムソルグスキーの《展覧会の絵》、ベートーヴェンの《交響曲 第1番》《ヴァイオリン協奏曲》《三重協奏曲》、ラフマニノフの歌劇《アレコ》や交響曲《第2番》《第3番》、グラズノフの交響曲《第5番》《第6番》《第7番》のほか、グリーグやモーツァルト作品の録音も遺した。音源を基に判断すると、ゴロワノフの演奏の特色は、情熱的で烈しいまでの音色と、力強く、ほとんど重々しい音響感覚、著しく弾力的なテンポやフレージング、デュナーミクにある。
ゴロワノフはまた作曲家でもあり、数点の合唱曲によって名を遺している。活動の初期においては、ピアノ伴奏者も行っていた。

## 家族・親族
- 夫人：アントニーナ・ネジダーノヴァはソプラノ歌手。

## 関連事項・外部リンク
- "Musical Portrait"